# 8057 Гофманншталь
8057 Гофманншталь (8057 Hofmannsthal) — астероїд головного поясу, відкритий 26 березня 1971 року.
Тіссеранів параметр щодо Юпітера — 3,299.